# جنگل‌زدایی در سری‌لانکا

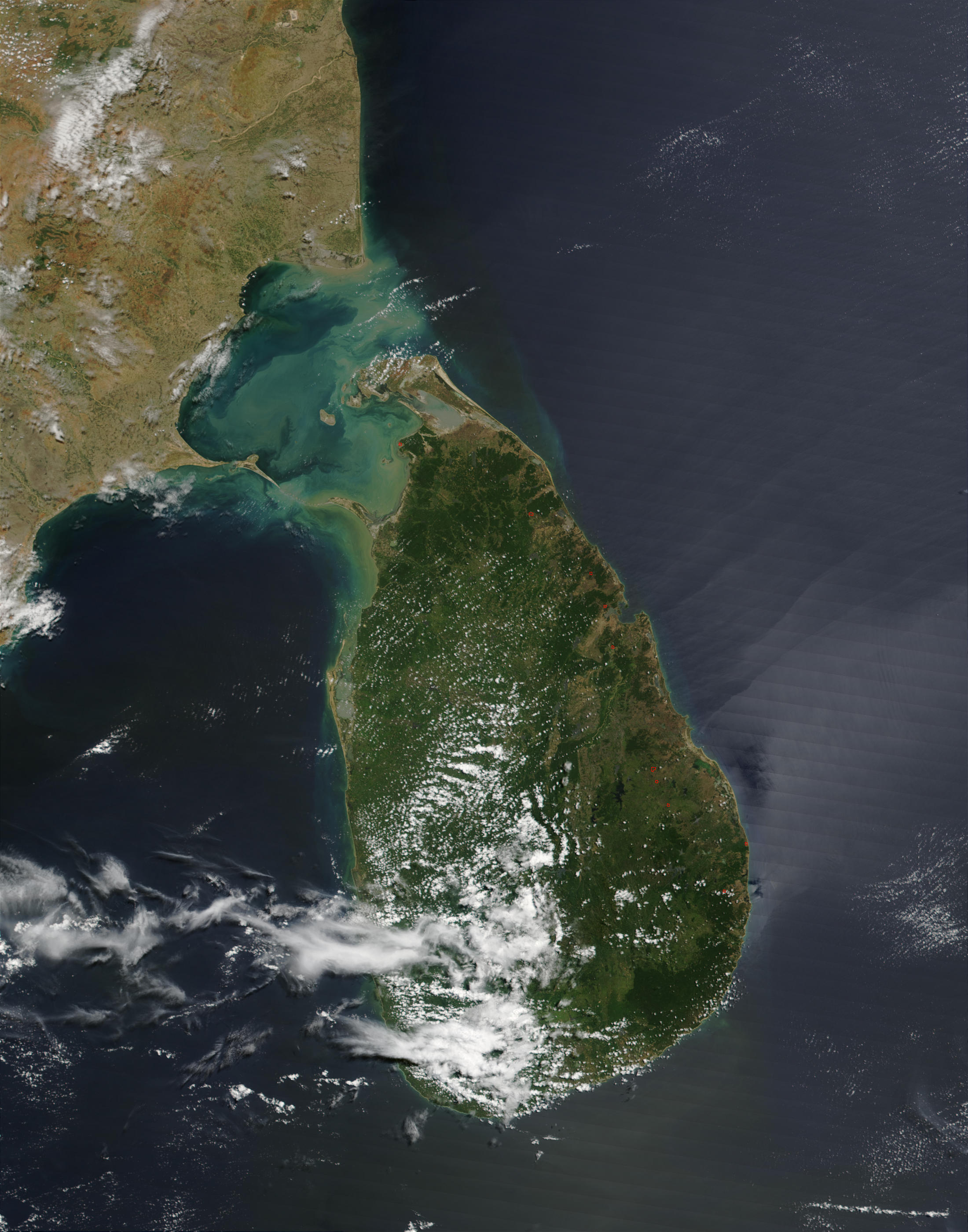
تصویر ماهواره‌ای ناسا از سری‌لانکا، نمایان‌گر مناطق جنگلی پراکنده در شمال و شرق جزیره

جنگل‌زدایی در سری‌لانکا یکی از جدی‌ترین مسائل زیست‌محیطی در این کشور است. در دههٔ ۱۹۲۰ ۴۹ درصد از خشکی‌های این جزیره شامل پوشش جنگلی بوده‌است؛ اما تا سال ۲۰۰۵ این میزان تقریباً به ۲۶ درصد رسیده بوده‌است. سری‌لانکا بین سال‌های ۱۹۹۰ و ۲۰۰۰ به‌طور میانگین در هر سال ۲۶٬۸۰۰ هکتار از جنگل‌های خود را از دست داده‌است. این رقم معادل نرخ جنگل‌زدایی سالانه به میزان ۱٫۱۴٪ است. این رقم بین سال‌های ۲۰۰۰ و ۲۰۰۵ به میزان ۱٫۴۳٪ در سال افزایش یافت. با این حال با توجه به تاریخ طولانی وضع سیاست‌ها و قوانین برای حفاظت از محیط زیست، نرخ جنگل‌زدایی از پوشش جنگلی اصلی این کشور از پایان دههٔ ۱۹۹۰ در واقع به میزان ۳۵٪ کاهش یافته‌است. مشکل جنگل‌زدایی در سری‌لانکا در مناطق کوهستانی جنوبی جزیره به اندازهٔ شمال و مناطق کم‌ارتفاع جنوب سری‌لانکا قابل توجه نیست. علت عمدهٔ این موضوع وابسته به طبیعت اقدام به حفاظت از محیط زیست است.

## دلیل‌ها و تأثیرات

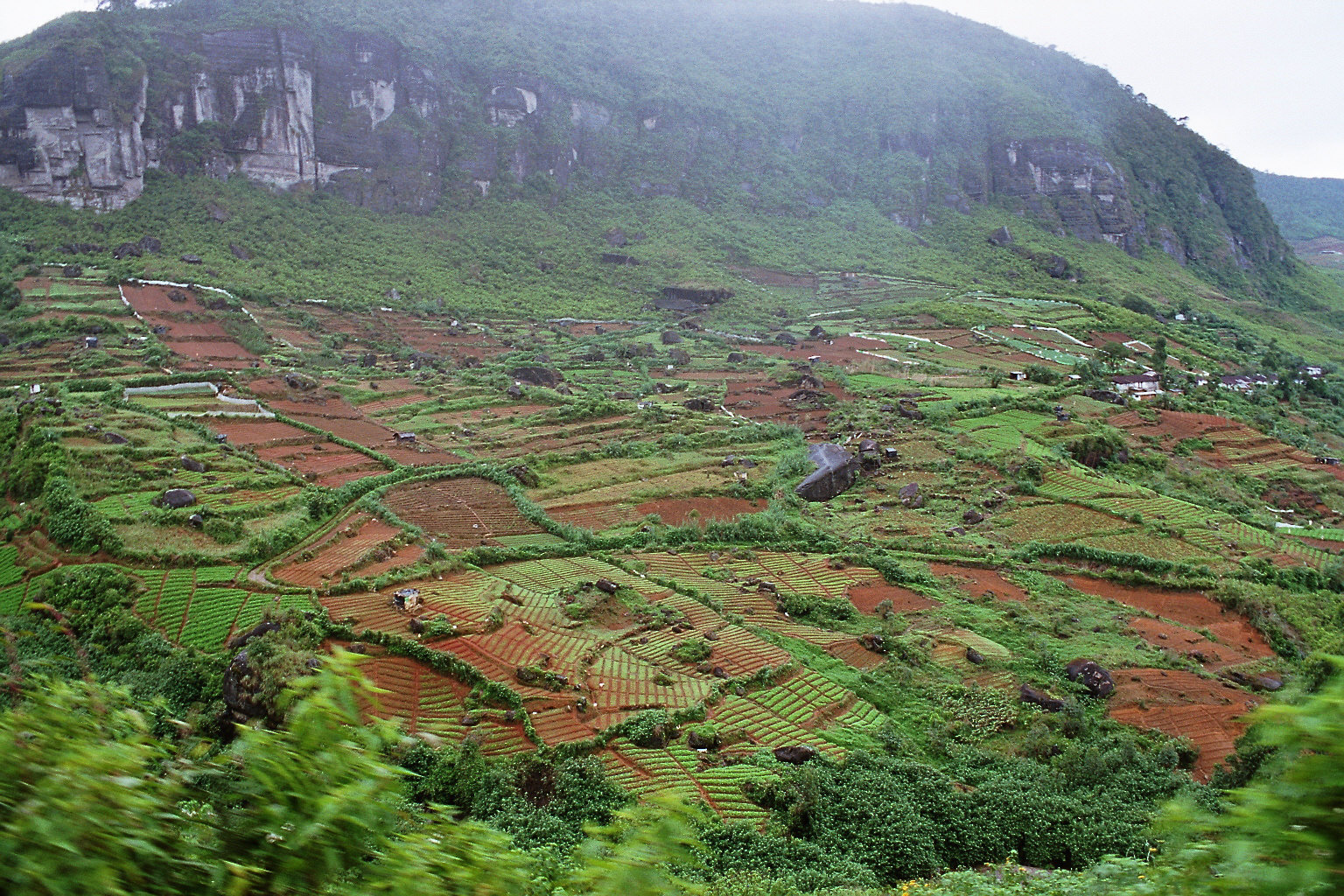
یک مزرعهٔ سبزیجات، نمایان‌گر منطقه‌ای که در آن پوشش جنگلی پاکسازی شده‌است.

جنگل‌های سری‌لانکا با هدف خالی‌کردن زمین‌ها برای احداث زمین‌های کشاورزی و زراعتی، و همچنین جهت فراهم کردن سوخت و چوب پاکسازی شده‌اند. فروش چوب بخشی از اقتصاد ملی این کشور برای کسب درآمد است. این کشور تولیدکنندهٔ عمدهٔ چای است و وسعت قابل توجهی از سطح خشکی برای مزرعه‌های چای مورد نیاز است. همانند پاکسازی مناطق جنگلی جهت خالی کردن زمین برای شبکه‌های آبیاری و شالیزارها، که در دههٔ ۱۹۸۰ فرایند عمده‌ای بوده‌است، تراکم جمعیت نیز یکی از عوامل قابل توجه مؤثر بر پدیدهٔ جنگل‌زدایی است. گذشته از پیامدهای زیست‌محیطی، جنگل‌زدایی در سری‌لانکا به پدیده‌های جاری شدن سیل، زمین‌لغزش و فرسایش خاک ناشی از قرار گرفتن در معرض مناطق جنگل‌زدایی شده منجر شده‌است. این پدیده همچنین تهدید اصلی برای بقای تنوع زیستی سری‌لانکا محسوب می‌شود. سری‌لانکا دارای ۷۵۱ گونهٔ جانوری شناخته‌شده‌است که شامل دوزیستان، پرندگان، پستانداران و خزندگان می‌شوند و ۲۱٫۷٪ از آن‌ها بومی هستند. تعداد گونه‌های گیاهان آوندی در این کشور بیش از ۳٬۳۱۴ گونه است که ۲۶٫۹٪ از آن‌ها بومی هستند.

## واکنش‌ها
دولت سری‌لانکا و سازمان‌های محیط زیستی بین‌المللی طی سالیان اقدامات زیادی برای حل این مشکل انجام داده‌اند. پارک‌های ملی، مناطق حفاظت‌شده و پناهگاه‌های حیوانات که در سری‌لانکا احداث شده‌اند، تا سال ۲۰۰۷ نزدیک به ۱۵ درصد از کل وسعت این کشور را پوشش می‌داده‌اند. منطقه جنگلی حفاظت‌شده سینهاراجا که در سال ۱۹۷۸ جهت حفاظت از جنگل باران‌خیز گرمسیری کم‌ارتفاع نزدیک به انقراض احداث شد، در سال ۱۹۸۸ به‌عنوان یک میراث جهانی به ثبت رسید.

### تاریخچه قانون و سیاست زیست‌محیطی

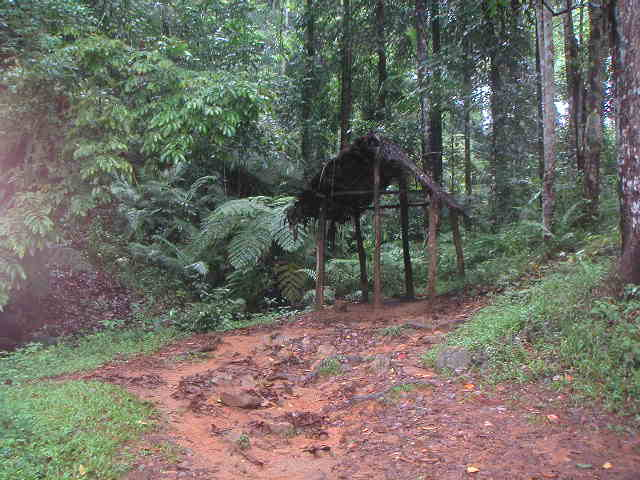
منطقه حفاظت‌شده سینهاراجا، جهت حفاظت از جنگل باران‌خیز کم‌ارتفاع گرمسیری در سری‌لانکا

تاریخ وضع سیاست‌ها و قوانین زیست‌محیطی در سری‌لانکا قدمت بسیار بیشتری در تاریخ دارد. در سال ۱۸۴۸ فرمان شماره ۲۴ چوب برای محافظت از جنگل‌ها امضا شد که عمدتاً تولید چوب را هدف قرار می‌داد. در سال ۱۸۷۳ بحث محافظت از جنگل‌های مرتفع‌تر از ۱٫۵ کیلومتر (۵٬۰۰۰ فوت) به‌عنوان ذخایر اقلیمی را مطرح کرد، و در سال ۱۹۳۸ قانونی با موضوع ممنوعیت پاکسازی جنگل‌هایی با ارتفاع بیش از ۱٫۵ کیلومتر (۵٬۰۰۰ فوت) به تصویب رسید. در سال ۱۸۸۵ فرمان شماره ۱۰ جنگل برای نگهداری از جنگل‌ها، به حفاظت نسبی از جنگل‌ها، که در درجه اول برای تولید پایدار چوب بود، و همچنین حفاظت نسبی از حیات وحش در پناهگاه‌ها منجر شد. این قانون در سال ۱۹۰۷، با اجرای فرمان شماره ۱۶ جنگل و اعمال محافظت بر جنگل‌ها و محصولات آن‌ها در جنگل‌های حفاظت‌شده و روستایی، که باز هم با هدف کنترل بهره‌برداری چوب بود، بیشتر توسعه یافت.
در سال ۱۹۲۹ نخستین بیانیه معتبر سیاست جنگل در مورد حفاظت از گونه‌ها منتشر شد و در ۱۹۳۷ فرمان شماره ۲ حفاظت از گیاهان و جانوران امضا شد و به محافظت از حیات وحش در مناطق حفاظت‌شدهٔ ملی انجامید. با این حال و با توجه به اینکه طبق این فرمان در مناطق حفاظت‌شده، زیست‌گاه‌ها تنها در زمین‌های دولتی مورد حفاظت بودند، آزادی کامل برای بهره‌برداری از زمین‌هایی با مالکیت عمومی وجود داشت. در سال ۱۹۶۴ قانون اصلاحیه شماره ۴۴ سال ۱۹۶۴ منجر به شناخته‌شدن رسمی ذخایر طبیعی و باریکه‌های جنگلی به‌عنوان رده‌های ذخیرهٔ ملی مناطق حفاظت‌شدهٔ سری‌لانکا شد. در سال ۱۹۷۰ قانون اصلاحیهٔ شماره ۱ باعث به‌وجود آمدن یک منطقهٔ متوسط جهت ممکن ساختن امکان کنترل میزان شکار شد، و برنامهٔ زیستی ۱۹۶۹ یونسکو و برنامهٔ انسان و زیست‌کرهٔ ۱۹۷۵ یونسکو باعث شد تا یک قدم رو به جلو به سمت نشان‌گذاری منطقه‌های زیست-اقلیمی در سری‌لانکا برداشته شده و مناطق حفاظت‌شدهٔ جدیدی احداث شود. در ۱۹۸۲، در خلال پروژهٔ محیط زیستی ماهاولی، شبکه‌ای از مناطق حفاظت‌شده جهت محافظت حیات وحش و حوضه‌های آبریز رود ماهاولی گانگا در برابر اثرات جنگل‌زدایی احداث شد. قانون شماره ۳ منطقه طبیعت وحش میراث ملی، طرحی را برای حفاظت از میراث ملی در زمین‌های دولتی را برای جنگل‌هایی که از زیست‌بوم منحصر به‌فرد، منابع ژنتیکی یا ویژگی‌های طبیعی برجسته‌ای برخوردار بودند، اجرا کرد.

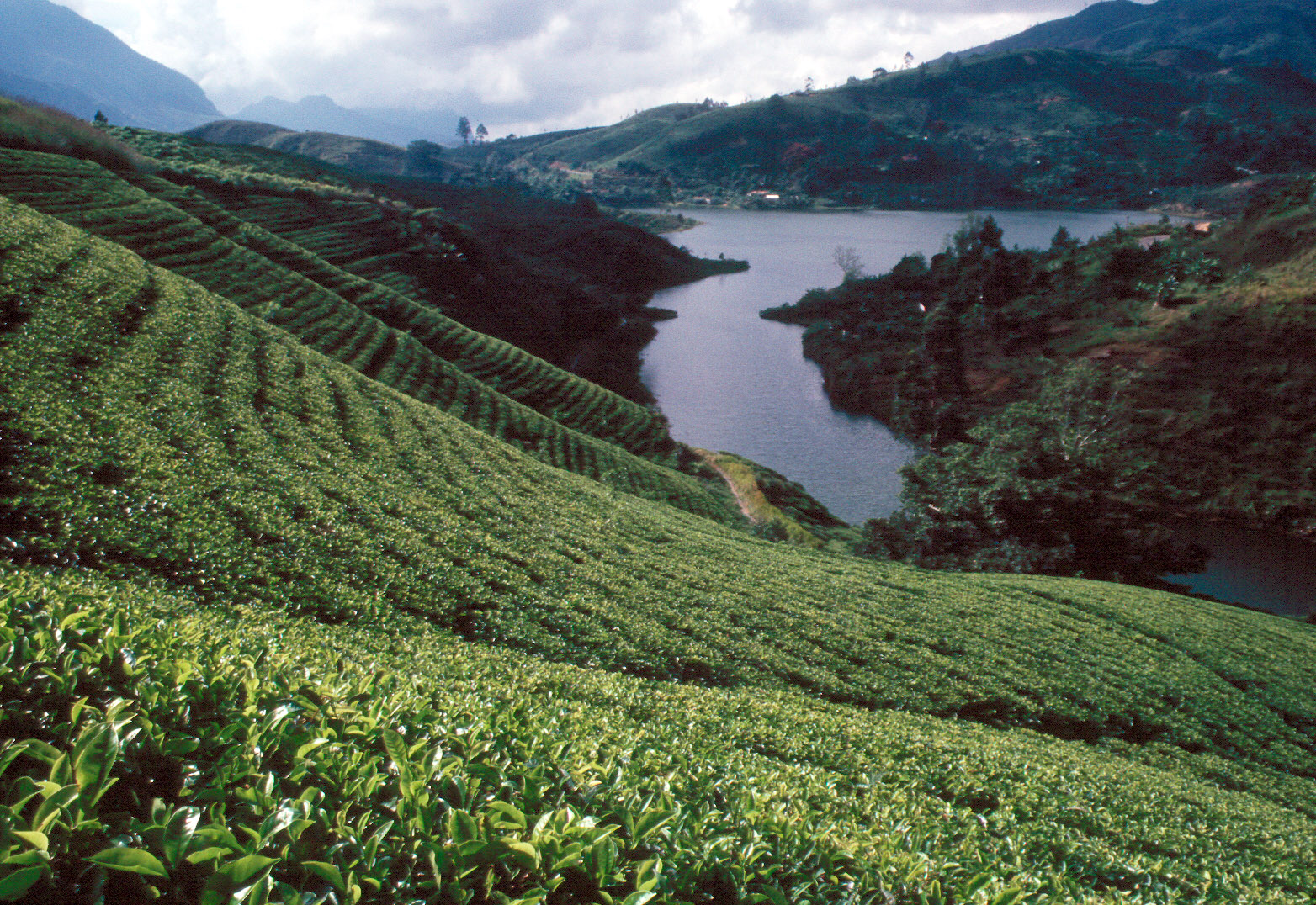
یک مزرعهٔ چای در سری‌لانکا

در سال ۱۹۹۰ سیاست ملی برای نگهداری از حیات وحش توسط کابینهٔ دولت سری‌لانکا تصویب شد و اهداف اصلی آن پایداری فرایندهای زیست‌بومی و زیست‌محیطی، و حراست از تنوع ژنتیکی عنوان شد. علاوه بر این، دولت نیز در قالب برنامهٔ توسعهٔ بخش جنگل‌داری، درخت‌بری را در تمامی جنگل‌های طبیعی سری‌لانکا ممنوع اعلام کرد. در سال ۱۹۹۳ قانون اصلاحیه شماره ۴۹ حفاظت‌گاه‌ها، مناطق حفاظت‌شدهٔ دریای و مناطق حائل را نیز به‌عنوان رده‌های رسمی جدید به شرح مناطق حفاظت‌شدهٔ ملی اضافه کرد. از آن زمان و در پی وضع تمامی این قوانین و سیاست‌ها و به‌ویژه سیاست جنگل ملی سال ۱۹۹۵، نرخ جنگل‌زدایی در پوشش جنگلی اصلی ۳۵٪ نسبت به پایان دههٔ ۱۹۹۰ کاهش یافته‌است.

### برداشت پایدار چوب
یکی از تهدیدهای اصلی که متوجه پایداری جنگل‌های سری‌لانکا است، سیاست‌های دولتی توسعه در رابطه با تقاضا برای چوب و سوخت، و همچنین نیاز به ایجاد مزرعه‌ها جهت کسب درآمد است. سیاست‌های دولت در درجه اول بر تولید چوب و کشتزارهای درختی متمرکز است. دولت سری‌لانکا با فعالیت همراستا با انجمن‌های چندملیتی با انگیزهٔ توسعه پایدار تغییرات عمده‌ای را در روند برداشت چوب در این کشور ایجاد کرده‌است. مزرعه‌های تجاری جهت تولید چوب با روشی پایدار و با صرفهٔ اقتصادی، به تدریج تحت نظارت سیستم‌های مدیریتی در سری‌لانکا قرار گرفته‌اند. برداشت، فراوری و فروش محصولات چوبی از جنگل‌های دولتی توسط شرکت دولتی چوب، که تحت مالکیت دولت سری‌لانکا است، صورت می‌پذیرد. این انگیزه با سرمایه‌گذاری بانک توسعه آسیایی (ADB) در پروژهٔ جنگل‌بانی اجتماعی (CFP) در دههٔ ۱۹۸۰، که بر توسعهٔ کشتزارهای هیزم و دارکشت‌ورزی در ۵ ناحیه از ۲۵ ناحیهٔ کشور سری‌لانکا متمرکز بود، پیشرفت کرد. همچنین آی‌دی‌ای/بانک جهانی، نمایندگی ایالات متحده آمریکا برای توسعه بین‌المللی و چندین پروژهٔ توسعه روستایی یکپارچه که در بیش از ۱۰ ناحیهٔ سری‌لانکا فعالیت می‌کنند، پروژه‌های پایدار بزرگ کشتزارهای جنگلی دیگری را نیز بنیان‌گذاری کرده‌اند.

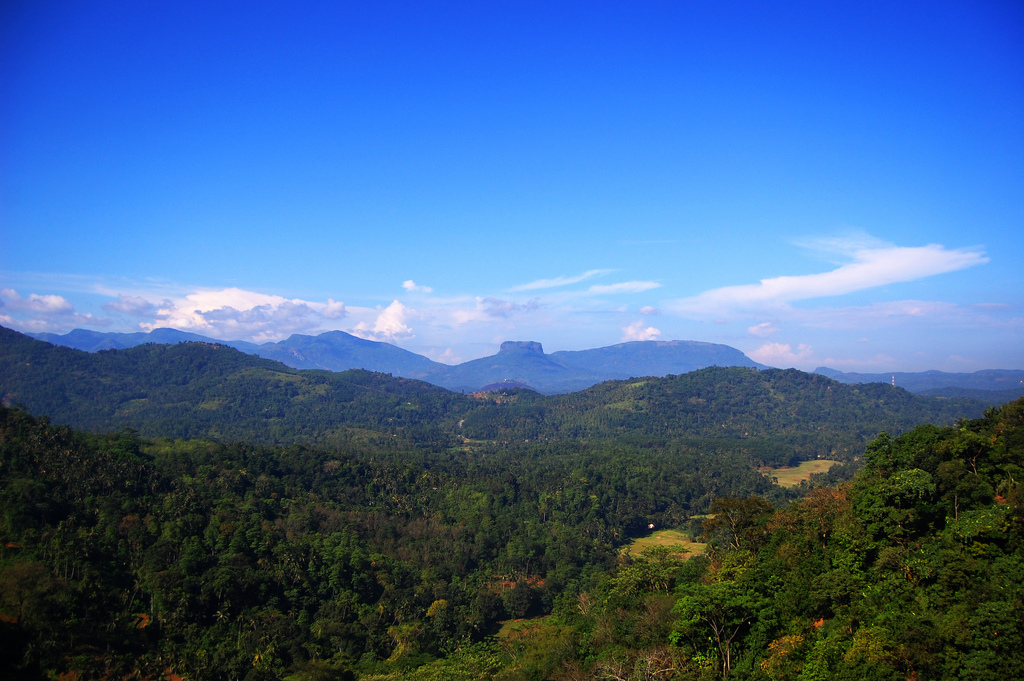
گذر مسیر باتالگالا به کادوگاناوا از میان جنگل

دولت سری‌لانکا در سال ۱۹۹۵ سیاست ملی جنگل را با تمرکز بر نگهداری و پایداری تصویب کرد. سیاست ملی جنگل‌داری، گذشته از نگهداری مستقیم از محیط زیست، از مشارکت و همبستگی اجتماعی در امر مدیریت جنگل‌های نیز حمایت کرده و امتیازهایی را برای بخش خصوصی جهت مدیریت جنگل‌هایی با کاربرد چندگانه در تولید فراهم می‌کند. حوزهٔ این سیاست، اجزاء زیست‌فیزیکی، زیست‌محیطی، مدنی-سیاسی و اقتصادی جنگل‌داری در سری‌لانکا را در بر می‌گیرد. این سیاست بر حراست از تنوع زیستی و نیز منابع آب و خاک تأکید داشته و همچنین بر اهمیت عمدهٔ حفظ پوشش جنگلی طبیعی کنونی جهت پایداری یک تعادل زیست‌محیطی در زیست‌بوم این جزیره نیز تأکید می‌کند. طبق این سیاست، جنگل‌های طبیعی باقی‌مانده جهت پاسخ دادن به تقاضای رو به رشد برای زیست‌انرژی، و نیز فراورده‌های جنگلی چوبی و غیرچوبی، به‌صورت پایدار مورد استفاده قرار خواهد گرفت. این سیاست همچنین به نیاز به همکاری برای ایجاد مدیریت پایدار جنگل‌ها اشاره می‌کند، و بخش دولتی، کشاورزان، سازمان‌های مردم‌نهاد و کارآفرین‌های کوچک و متوسط را همزمان با فراهم کردن نیازمندی‌ها به چوب، مواد خام و زیست‌انرژی، در راستای سازمان‌دهی اجتماعی جهت حفاظت از جنگل‌ها راهنمایی می‌کند.

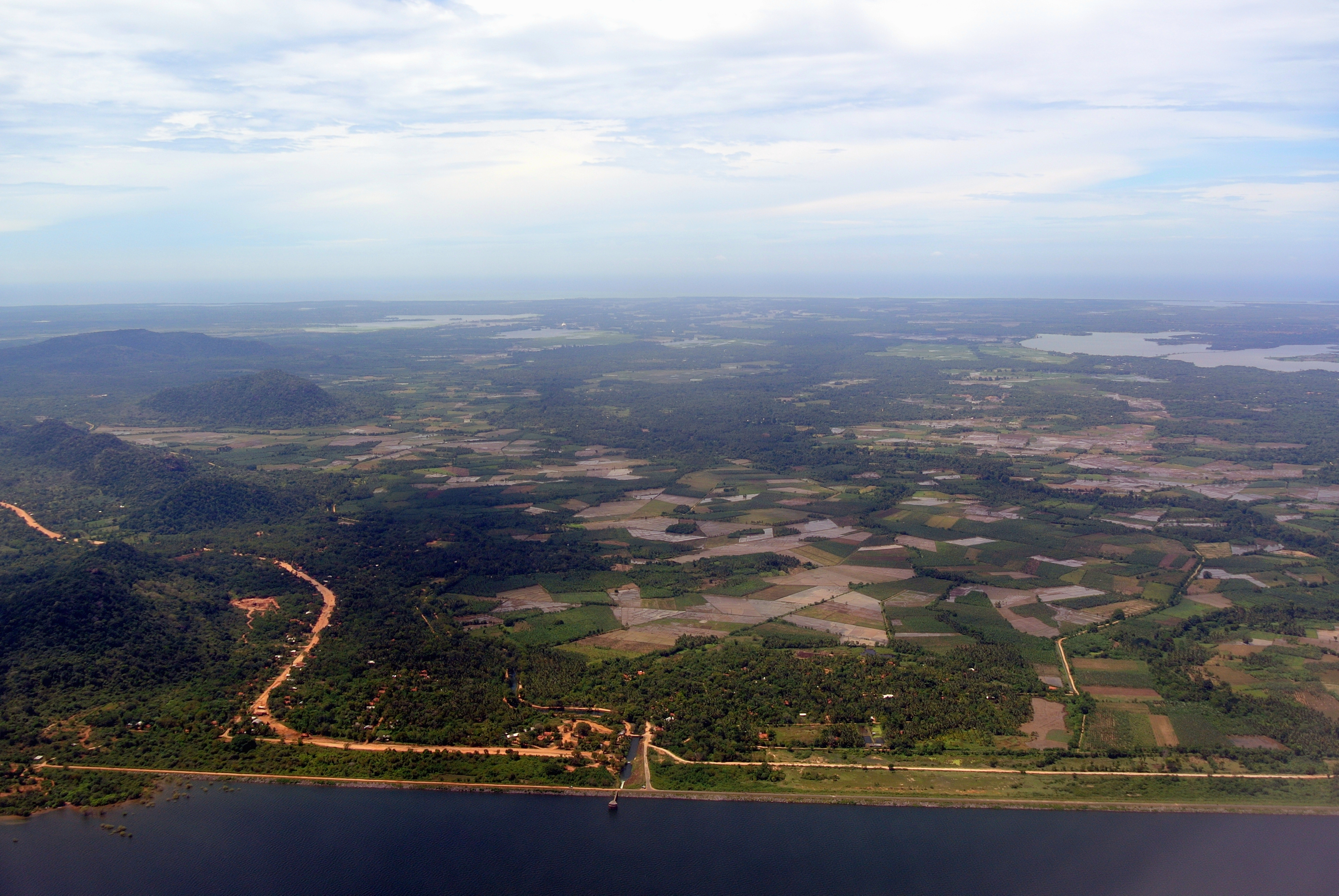
نمای هوایی از ذخیرهٔ آبی و شالیزارها

در حالی که درخت‌بری غیرقانونی در سری‌لانکا به اندازهٔ بسیاری از کشورهای دیگر مشکلی بزرگ محسوب نمی‌شود، اما در بخش‌هایی از این کشور پاکسازی جنگل‌ها به معنی صرف زمان و انرژی بیشتر برای جمع‌آوری هیزم، به‌ویژه توسط زنانی بوده که ناچارند مسافت‌های طولانی را طی کنند و این موضوع بر سلامتی آن‌ها مؤثر است؛ بنابراین جنگل‌زدایی در این بخش‌ها همچنان بر زندگی روزمرهٔ مردم تأثیر می‌گذارد. هرگونه فرسایش منابع جنگلی در سری‌لانکا به‌طور بالقوه‌ای وابسته به روند افزایشی تقاضا برای چوب و سوخت‌های مبتنی بر چوب است. مهم‌ترین عامل پایداری جنگل‌های سری‌لانکا در آینده، نرخ تراکم جمعیت و رشد اقتصادی است. یک جمعیت رو به رشد نه‌تنها تقاضای بیشتری برای سوخت خواهد داشت، بلکه تقاضای این جمعیت برای مصالح ساختمانی چوبی جهت ساخت خانه نیز بیشتر خواهد بود. برآورد شده‌است که تقاضا برای کنده و ستون‌های چوبی از ۲ میلیون متر مکعب در سال ۱۹۹۵ به ۲٫۷ میلیون متر مکعب در سال ۲۰۲۰ خواهد رسید و در طول این مدت نیازمندی به انرژی زیست‌توده نیز از ۹٫۰ به ۹٫۷ میلیون تن افزایش خواهد یافت. ممکن است که بین اهداف حفاظتی و تقاضا برای تولید ایجاد شده بواسطهٔ این تراکم جمعیت، مناقشاتی شکل بگیرد. در حالی که مناطق قابل توجهی توسط حکومت مرکزی عملاً حفاظت شده‌است، اما دولت معمولاً در گسترش کنترل مؤثر و فراگیر خود بر هر کیلومتر مربع از این مناطق حفاظت‌شده ناتوان بوده‌است. روستاییان به‌عنوان افرادی شناخته شده‌اند که برای تأمین نیازهای خود به انرژی، به‌طور غیرقانونی درختان جنگل‌ها را با سرعت زیاد قطع می‌کنند، اما به‌طور کلی درخت‌بری غیرقانونی در سری‌لانکا در مقایسه با بسیاری از کشورهای که در ابتدای سدهٔ بیست و یکم میلادی تحت تأثیر این مشکل بوده‌اند، نسبتاً کم است.